# Tituli in Numidia
Tituli in Numidia (łac. Diocesis  Titulanus in Numidia) – stolica historycznej diecezji we Cesarstwie rzymskim w prowincji Numidia zlikwidowana w VII w. podczas ekspansji islamskiej, współcześnie w północnej Algierii. Obecnie katolickie biskupstwo tytularne. 

## Biskupi tytularni
| Lp. | Biskup                              | Funkcja                              | Od                | Do                   |
| --- | ----------------------------------- | ------------------------------------ | ----------------- | -------------------- |
| 1   | Eliseu Maria Gomes de Oliveira      | biskup pomocniczy Maceió (Brazylia)  | 3 lutego 1968     | 5 lutego 1974        |
| 2   | Robert-Joseph Mathen                | biskup koadiutor Namur (Belgia)      | 15 marca 1974     | 24 czerwca 1974      |
| 3   | Peter Prabhu                        | nuncjusz apostolski                  | 13 listopada 1993 | 10 września 2013     |
| 4   | Moacir Silva Arantes                | biskup pomocniczy Goiânii (Brazylia) | 11 maja 2016      | 21 października 2020 |
| 5   | Andherson Franklin Lustoza de Souza | biskup pomocniczy Vitórii (Brazylia) | 22 grudnia 2021   |                      |